# Roodvleugellijstergaai
De roodvleugellijstergaai (Trochalopteron formosum; synoniem: Garrulax formosus) is een zangvogel uit de familie Leiothrichidae.

## Verspreiding en leefgebied
Deze soort komt voor in China en Vietnam en telt twee ondersoorten:
- T. f. formosum: zuidelijk-centraal China.
- T. f. greenwayi: zuidoostelijk Yunnan (zuidelijk China) en noordelijk Vietnam.

## Status
De grootte van de populatie is niet gekwantificeerd maar de soort wordt omschreven als zeldzaam tot vrij algemeen. Op de Rode lijst van de IUCN heeft deze soort de status niet bedreigd.